# Airavata

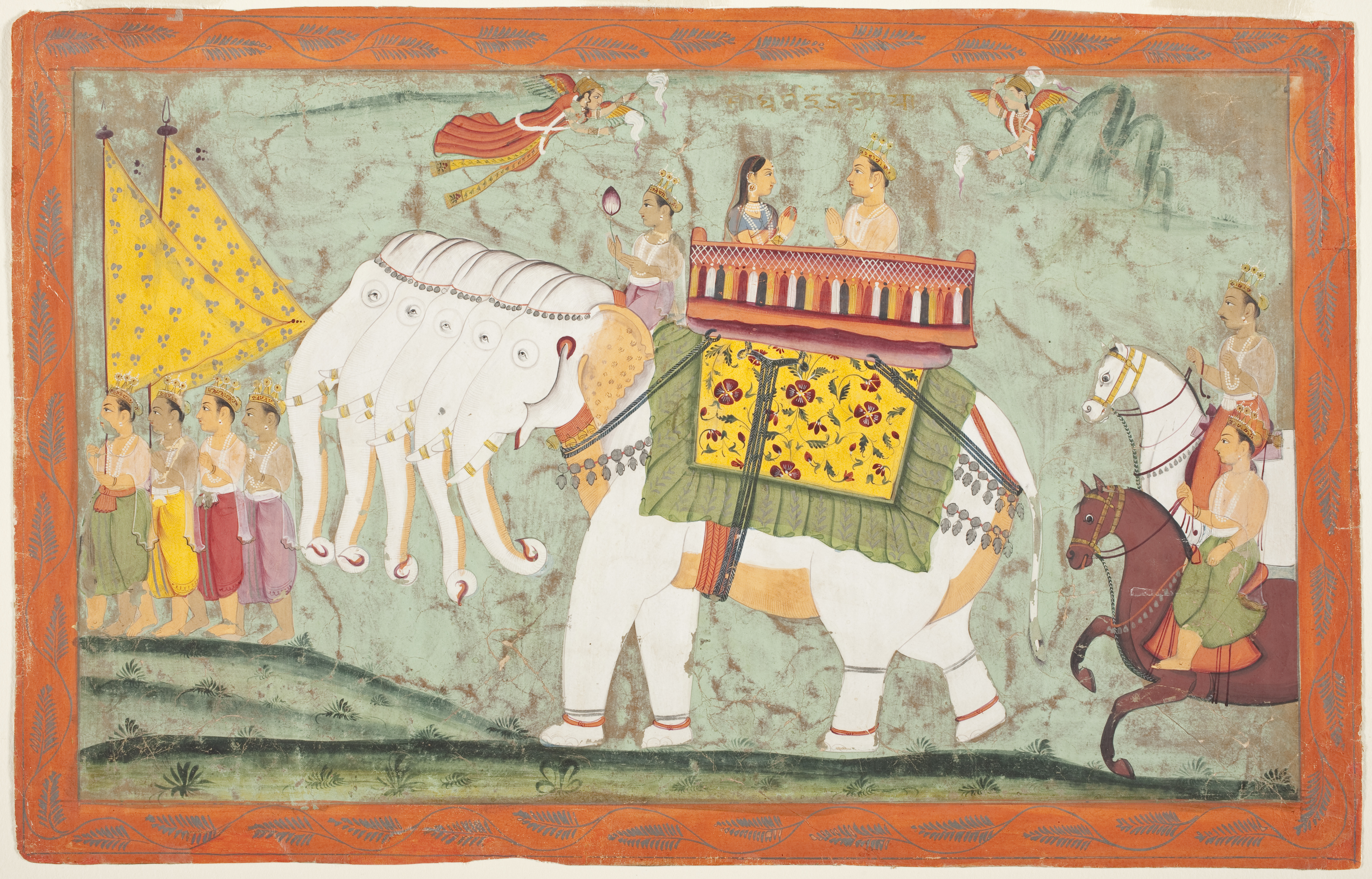
Indra och Sachi rider på Airavata. Målning från 1600-talet.

Airavata är, inom hinduismen, den vita elefant som Indra använder som riddjur.